# Anton Rupert
Pour les articles homonymes, voir Rupert.
Anton Rupert, né le 4 octobre 1916 à Gaaff-Reinet et mort le 18 janvier 2006 à Stellenbosch,  est un homme d'affaires sud-africain.

## Biographie
Chimiste de formation, Anton Rupert est connu pour avoir fondé, dans les années 1940, à partir de quelques cigarettes fabriquées dans son garage, le groupe Rembrandt (en) (initialement appelé Voorbrand), devenu depuis l'entreprise multimillionnaire Rothmans International, puis un groupe diversifié qui a fait de lui la deuxième fortune d'Afrique du Sud après la famille Oppenheimer.
Anton Rupert s'est ensuite diversifié dans la banque, les mines, le luxe et possédait, par l'intermédiaire du groupe Richemont, qui fut actionnaire de Canal+, quelques entreprises comme Cartier, Lancel (revendu en 2018), Alfred Dunhill et Montblanc. À sa mort, il était encore, au palmarès des Sud-Africains les plus riches, de peu derrière les Oppenheimer, propriétaires de De Beers.
Il a longtemps été le symbole de l’homme d’affaires afrikaner, richissime, influent dans les cercles du pouvoir et rival de l'élite anglophone. Il fut membre du Broederbond, société secrète afrikaner, dont la mission était de coordonner les activités de l’élite politique et économique afrikaner en vue de maintenir leur domination sur le pays. À la fin de sa vie, il s'est rapproché des noirs et du président Nelson Mandela, contribuant au succès de l'alternance et a pris la tête du World Wildlife Fund Nature.
Avant même de se mettre au tabac, le jeune Anton Rupert avait commencé dans le vin. À l'est du vignoble de Stellenbosch, dans sa partie la plus liée à l'histoire des huguenots d'Afrique du Sud, il a développé le domaine de L'Ormarins, qu'il reprit à la mort de son frère, pour commercialiser dans le monde entier ce vin datant de l'époque des huguenots d'Afrique du Sud et nommé d'après le village de Lourmarin, dans le Vaucluse en France, d'où venait Jean Roy, un vigneron vaudois d'origine, qui avait aussi installé des vergers.
L'actuelle[Quand ?] propriétaire est Hanneli Rupert-Koegelenberg, fille du milliardaire, qui est aussi propriétaire de La Motte. C'est l'un des cent cinquante domaines sur l'une des treize routes des vins sillonnant la province du Cap, avec Vergelen, Boschendaal, La Motte (créé par Pierre Joubert, un vigneron huguenot de La Motte-d'Aigues dans le Vaucluse), et Meerlust, aux manoirs typiques de l'architecture traditionnelle hollandaise du Cap. Le domaine de Cabrière, sur le modèle du village de Cabrières-d'Aigues, voisin de La Motte-d'Aigues, produit aussi du vin, célèbre pour son pétillant et son régisseur, le comte Achim von Arnim.
Anton Rupert fut le créateur du concours « Chardonnay du siècle » doté d'un million de dollars.